# Алекса Микић
Алекса Микић (Буквик, 1912 — Сарајево, 1985) био је српски писац.

## Биографија
Алекса Микић је рођен 24. јуна 1912. године у селу Буквик код Брчког.
Дијете сиромашних родитеља, Микић је врло рано морао да се бори за одржавање голог живота. Школовао се нередовно и касно. Средње образовање је стекао најзад похађајући вечерњу гимназију у Сарајеву. Радио је разне послове: био туцач камена на државном путу, послужитељ у сеоској школи, поштар, физички радник на туђим пољопривредним газдинствима, гонич стоке, општински службеник итд. Заправо је и главно инспиративно врело Алексе Микића било његово сеоско детињство, које је било врло тешко, суморно, оскудно у свему осим у нади да ће будућност бити ведрија и лепша. Уз тематску скученост и приметну једноличност у описивању догађаја и доживљаја, Микић је знао да уочи проблем, да га мајсторски експлицира и да се према материји обрађеној у причи одреди на начин прихватљив за децу. У својим прозама он није широко и дубоко захватао живот, него се, најчешће, усмеравао на описивање властитих доживљаја у породици, ужем завичају и крајевима у којима је служио код богатих сељака.
Учествовао је у Народноослободилачком рату.
Послије рата, од 1948. до 1956. године уредник је у редакцији сарајевског дневног листа "Ослобођење". Затим је један од оснивача и дугогодишњи уредник познатог листа за младе "Мале новине". Једно вријеме је био и секретар Удружења књижевника Босне и Херцеговине.
Између два рата Микић је објављивао приче за одрасле и припадао је групи сељака писаца. Али главнину свог писања посветио је дјеци.
Умро је 1985. године у Сарајеву.